# Bicentennial Mall State Park

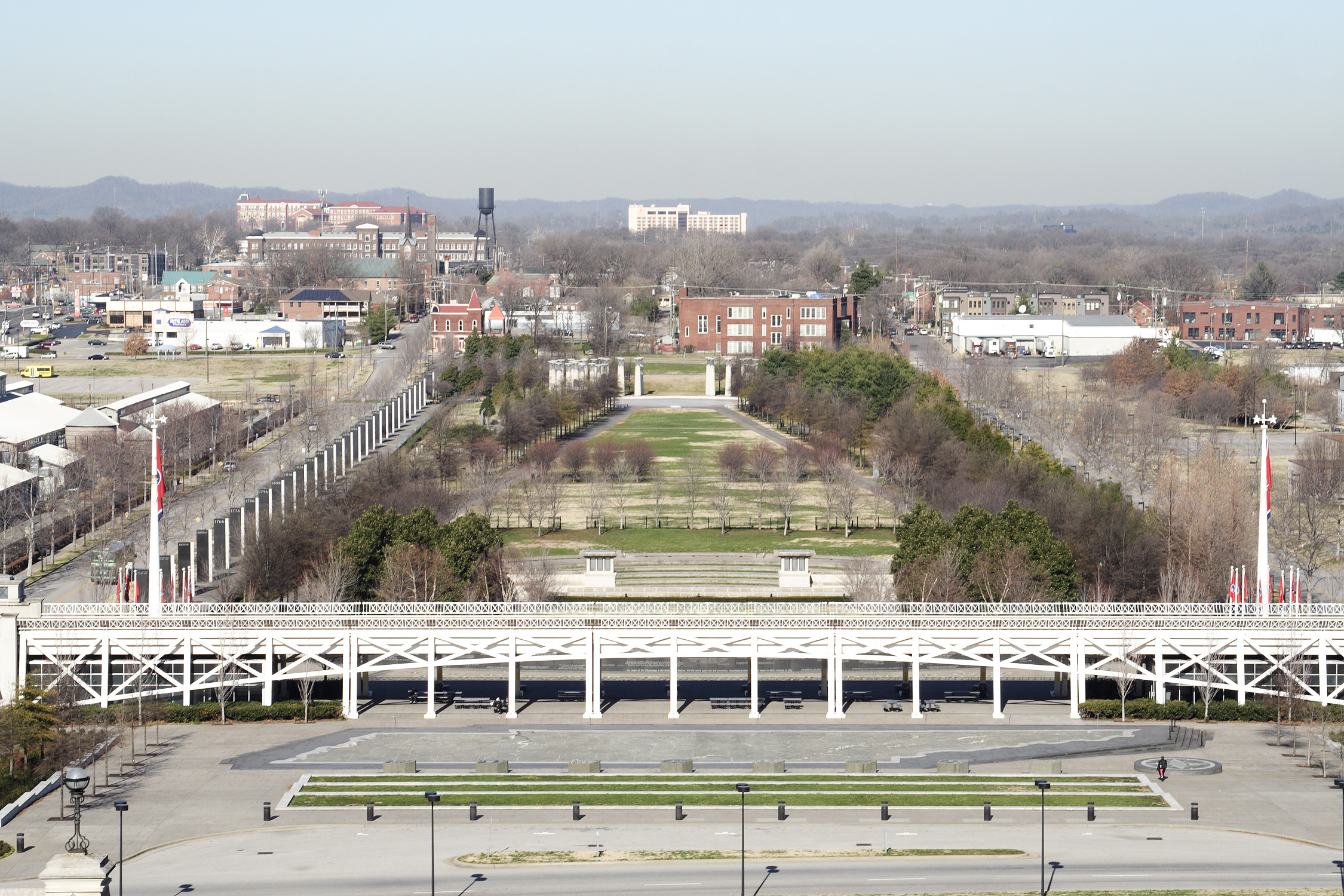
Blick vom Capitol auf den Bicentennial Mall State Park

Der Bicentennial Mall State Park wurde 1996 in Nashville anlässlich der Feierlichkeiten um das 200-jährige Bestehen des US-Bundesstaates Tennessee eröffnet. Der 7,7 ha große State Park liegt mitten in der Stadt nordwestlich des Capitols. Die Bodenbeschaffenheit der Sümpfe in dieser Richtung neben dem Cumberland River war nicht tragfähig genug für Wolkenkratzer und ähnliche Bebauung, die das Capitol in den anderen Richtungen teilweise überragen. Der Park wurde symmetrisch als lange Sichtachse auf das Tennessee State Capitol angelegt und enthält zahlreiche Lehrpfade und Gedenkstätten zur Geschichte und Geographie von Tennessee. Das Amphitheater umfasst 2000 Sitzplätze.

## Parkelemente
Im südlichen Bereich zwischen der 7th Avenue und der stählernen Eisenbahnbockbrücke befindet sich eine 61 m breite begehbare Landkarte von Tennessee aus Granitplatten mit Städten, Flüssen und den 95 Counties. Unter der Brücke sind schattige Picknickplätze angelegt.
Direkt nördlich der Brücke befindet sich eine Brunnenanlage mit 31 Springbrunnen, die für die 31 großen Flüsse und Wasserläufe des Landes stehen, zu denen es an einer Wand umfangreiche Erläuterungen gibt.
Auf der ganzen Länge wird der Park vom Pathway of History durchzogen, einer Zeitachse aus einer 122 m langgezogenen Mauer mit Inschriften zu historischen Ereignissen seit der Entstehung des Landes. An der Stelle des Sezessionskrieges ist dabei mit Absicht eine Lücke in der Mauer.
Die Gedenkstätte für die Opfer des Zweiten Weltkrieges enthält Pfeiler mit Bildern und Beschreibungen zu Gefechten und Stationen des Krieges. In der Mitte dieser Gedenkstätte befindet sich auf einem Wasserbett eine drehbare Weltkugel mit einem Durchmesser von 1,80 m aus schwarzen polierten Mikrogabbro, einem granitähnlichen Gestein. Die Kugel befindet sich in einem Becken aus Tittlinger Granit. Die Drehung des aufschwimmenden Globus erfolgt in der Neigung der Rotationsachse der Erde. Auf der 18.000 Pfund (8164 kg) schweren Steinkugel befindet sich eine Weltkarte auf der alle Stellen vermerkt sind, an denen Soldaten aus Tennessee in Kämpfe verwickelt waren. 5631 von ihnen wurden dabei getötet.

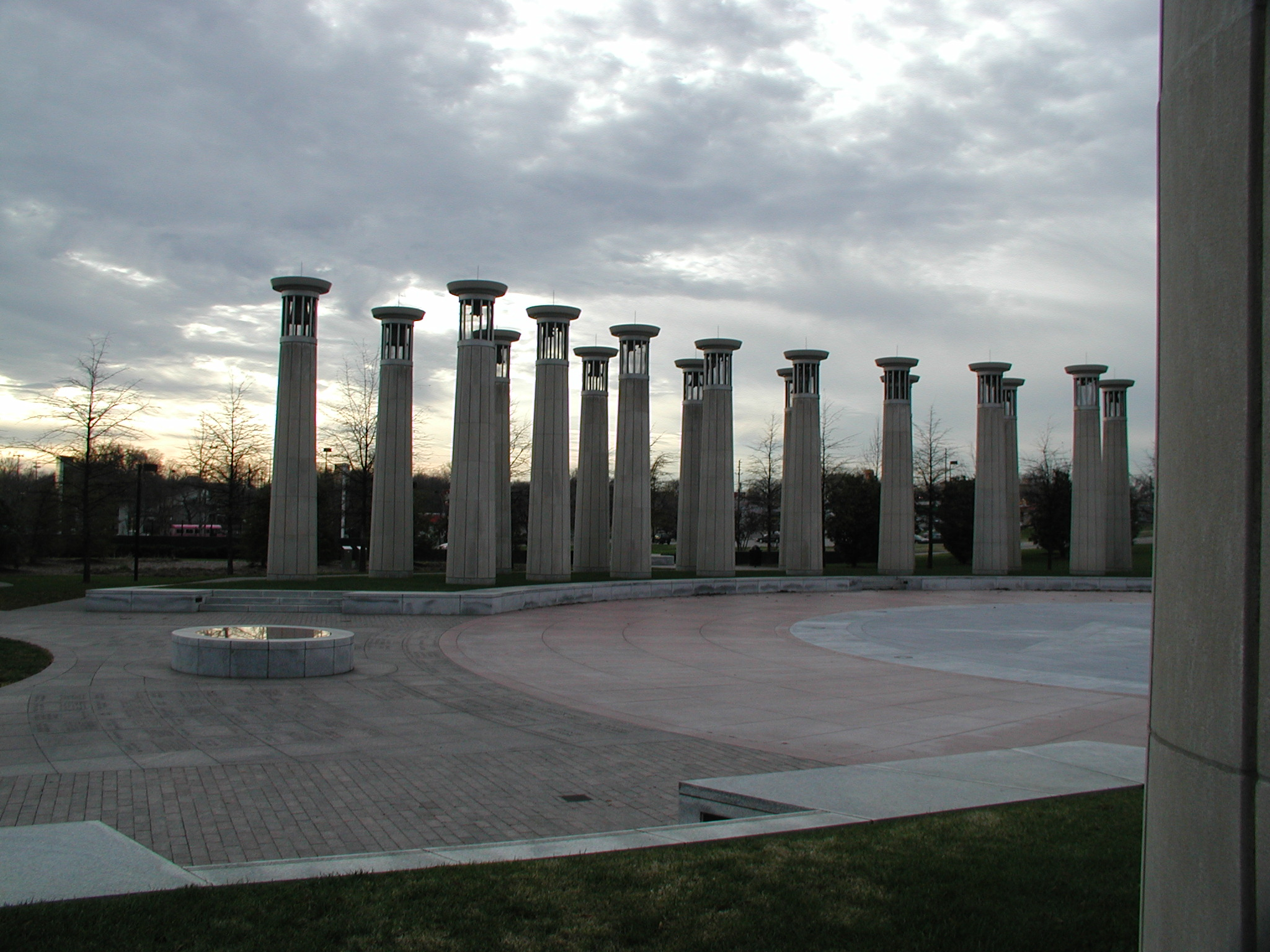
Das Carillon mit den 50 Glockensäulen

Im nördlichen Teil des Parks stehen 50 Säulen kreisförmig angeordnet. In ihnen befinden sich 95 Glocken für die 95 Counties. In diesem Carillon ertönt stündlich der Tennessee Waltz. Im Zentrum der Glockensäulen sind drei große Kreise in den Farben rot, weiß und blau mit Sternen in der Mitte, entsprechend der Flagge Tennessees.
Der Walkway Of Counties enthält Steinplatten mit Wissenswertem zu jedem County. Darunter befindet sich jeweils eine Zeitkapsel, die erst 2096 geöffnet werden soll.